# Рибонуклеаза А

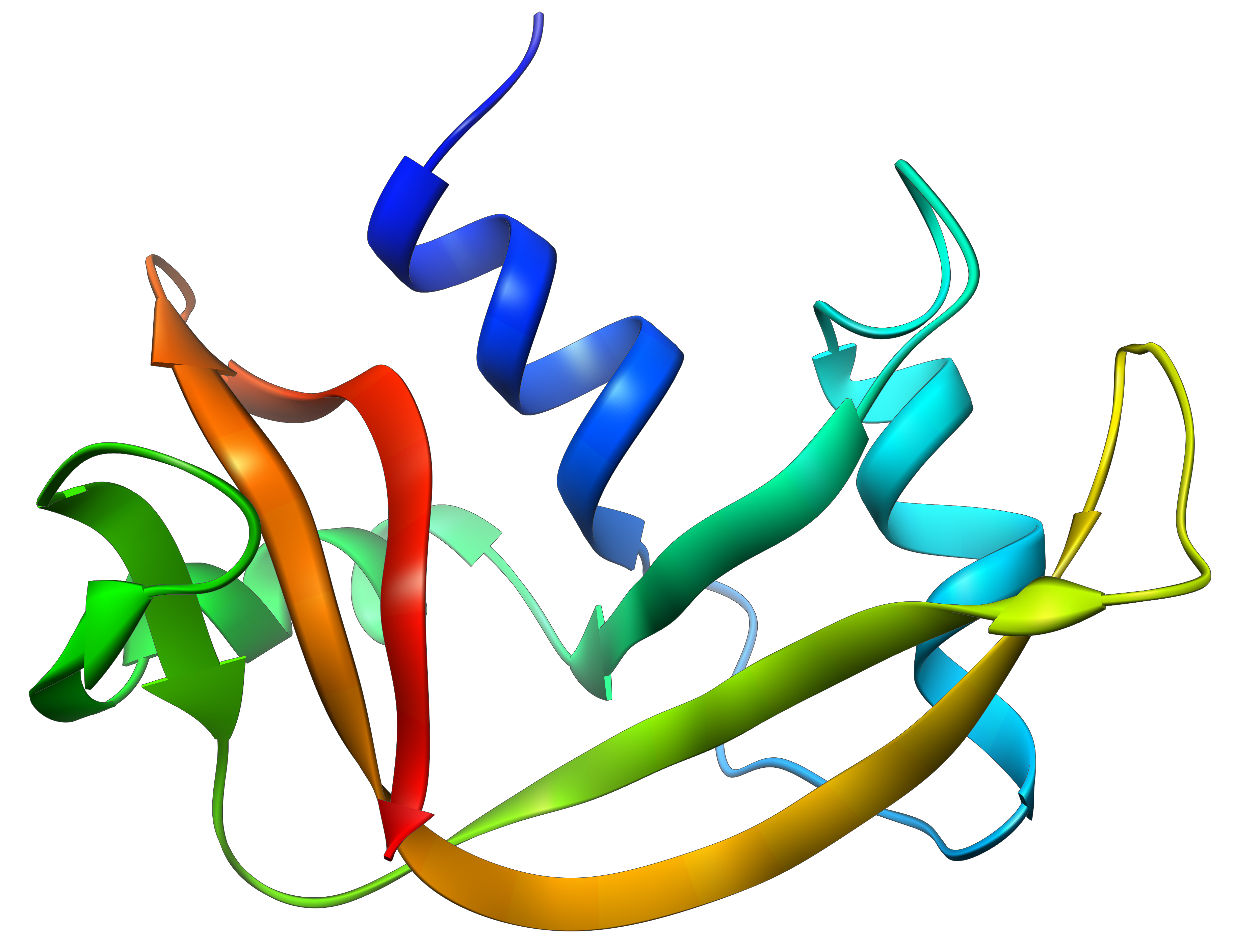
Рибонуклеаза А состоит из двух α-спиралей, показанных синим и голубым цветом, а также четырёх β-складчатых листов

Рибонуклеа́за А — фермент, относящийся к группе эндонуклеаз, который гидролизует фосфодиэфирные связи в одноцепочечных РНК. 
Гидролиз происходит при участии двух остатков гистидина (His112 и His119), при этом образуется циклический интермедиат. РНКаза А является классической моделью для изучения денатурации и сворачивания (фолдинга) белков.